# Antepione thisoaria
Antepione thisoaria là một loài bướm đêm thuộc họ Geometridae, được Guenée miêu tả khoa học lần đầu tiên năm 1858.
Sải cánh loài này dài 27–40 mm. Ấu trùng của loài này ăn Aceraceae, Anacardiaceae, Betulaceae, Ebenaceae và Rosaceae, gồm Alnus rugosa, Physocarpus opulifolius và Prunus serotina.

## Hình ảnh

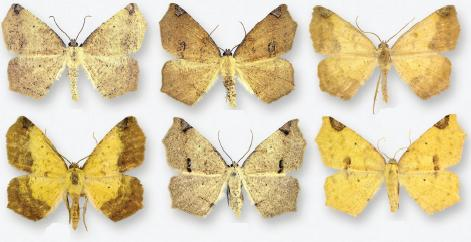